# Trude Jochum-Beiser
Trude Jochum-Beiser (* 2. September 1927 in Lech am Arlberg als Trude Beiser) ist eine ehemalige österreichische Skirennläuferin. Ende der 1940er- und Anfang der 1950er-Jahre gehörte sie zu den besten Skirennläuferinnen der Welt. Sie wurde 1948 Olympiasiegerin in der Kombination; vier Jahre später holte sie diesen Titel in der Abfahrt.

## Biografie
Trude Beiser wuchs zusammen mit zehn Geschwistern auf, mit denen sie sich als Kind ein einziges Paar Ski teilen musste. Ende der 1930er-Jahre wurde sie in den Ski-Club Arlberg aufgenommen, wo man ihr Talent gezielt förderte und sie bald Anschluss an die österreichische Spitze fand. Nach dem Zweiten Weltkrieg wurde sie in den Nationalkader des ÖSV aufgenommen. Da im ersten Nachkriegswinter die österreichischen Rennläufer noch von FIS-Rennen ausgeschlossen waren, konnte sie meist nur bei nationalen Bewerben starten. Der erste Sieg bei einem internationalen Rennen gelang ihr 1946 im Gamperney-Derby in Grabs, wo sie aber offiziell nur in der Juniorenklasse gewertet wurde.
In der Saison 1946/47 konnte Beiser bereits zahlreiche Rennen gewinnen, unter anderem die Abfahrt der SDS-Rennen in Grindelwald und eine Abfahrt in Seefeld. Bei den prestigeträchtigen Arlberg-Kandahar-Rennen in Mürren siegte sie im Slalom und wurde Zweite in Abfahrt und Kombination. Zu Beginn der Saison 1947/48 gewann sie die Abfahrt, den Slalom und die Kombination beim Westenpokal in Lech, hatte aber in weiterer Folge mit gesundheitlichen Problemen zu kämpfen. Bis zum Saisonhöhepunkt fand sie aber wieder zu ihrer Topform zurück und feierte bei den Olympischen Winterspielen 1948 in St. Moritz ihren ersten ganz großen Erfolg. Bereits im Abfahrtslauf, der auch zur Kombination zählte, gewann sie hinter der Schweizerin Hedy Schlunegger die Silbermedaille. Der achte Platz im Kombi-Slalom reichte ihr schließlich zum Gewinn der Goldmedaille in der Kombination vor der US-Amerikanerin Gretchen Fraser.
Nach der Saison 1948 beendete Beiser vorerst ihre Karriere. Sie heiratete im Jahre 1948 Alois Jochum und brachte ein Jahr später ihr erstes Kind, den Sohn Alfred, zur Welt. Nach einjähriger Pause kehrte sie im Winter 1949/50 wieder zum Rennsport zurück. Anfangs gelangen ihr zwar keine Spitzenresultate, bis zu den Weltmeisterschaften 1950 in Aspen fand sie aber ihre alte Form wieder. Im Riesenslalom gewann sie hinter Dagmar Rom die Silbermedaille, vier Tage später wurde sie vor Erika Mahringer Abfahrtsweltmeisterin.
Nach diesem Winter kehrte Jochum-Beiser wieder ins Privatleben zurück, um sich verstärkt ihrer jungen Familie zu widmen. Im Winter 1951/52 ließ sie sich erneut zu einem Comeback bewegen, gewann zu Saisonbeginn die Abfahrt, den Slalom und die Kombination in Lech sowie die Abfahrt in Grindelwald und zählte damit erneut zu den Medaillenanwärterinnen bei den Olympischen Winterspielen 1952. Sie erreichte in Oslo im Slalom und im Riesenslalom zwar keine Spitzenplätze, gewann aber in der Abfahrt mit fast einer Sekunde Vorsprung auf die Deutsche Annemarie Buchner die Goldmedaille.
Am Ende der Olympiasaison beendete Jochum-Beiser endgültig ihre sportliche Karriere, nahm aber noch einige Jahre an Rennen in ihrer Heimat teil. In Anerkennung ihrer großen Leistungen wurde sie 1952 als Österreichische Sportlerin des Jahres ausgezeichnet und erhielt 1996 das Goldene Ehrenzeichen für Verdienste um die Republik Österreich. Sie war mehrere Jahre als Skilehrerin in Lech tätig und eröffnete mit ihrem Gatten das Café Olympia, welches heute von ihrem Sohn Alfred Jochum geführt wird. Mit ihren beiden Goldmedaillen und einer Silbermedaille zählt sie bis heute zu den erfolgreichsten österreichischen Skirennläuferinnen bei Olympischen Spielen.

## Sportliche Erfolge

### Olympische Winterspiele
- St. Moritz 1948: 1. Kombination, 2. Abfahrt
- Oslo 1952: 1. Abfahrt, 8. Slalom, 11. Riesenslalom

### Weltmeisterschaften
- St. Moritz 1948: 1. Kombination, 2. Abfahrt
- Aspen 1950: 1. Abfahrt, 2. Riesenslalom, 7. Slalom
- Oslo 1952: 1. Abfahrt, 8. Slalom, 11. Riesenslalom

## Auszeichnungen
- 1952: Österreichische Sportlerin des Jahres
- 1996: Goldenes Ehrenzeichen für Verdienste um die Republik Österreich
- Jahrhundertsportler Österreichs – Damen, Platz 5
- 2000: Goldener Ehrenring der Gemeinde Lech für besondere Verdienste